# Кавалерійський дивізіон Фюрст фон Урах (Третій Рейх)
Кавалерійський дивізіон «Фюрст фон Урах» (нім. (Kosaken-) Kavallerie-Abteilung „Fürst von Urach“) — військовий підрозділ Вермахту періоду Другої світової війни, що комплектувався німцями і козаками.

## Історія
Князь Ебергард фон Урах граф фон Вюртемберг, принц фон Монако, герцог фон Тек командував розвідувальними кавалерійськими підрозділами Вермахту. За бої під Уманню і на Дніпрі літом 1941 разом з румунськими підрозділами був нагороджений орденом Зірки Румунії. На межі 1941—1942 років він став командувати новостворюваним кінним батальйоном, до якого набрали колишніх полонених козаків. Дивізіон складався з двох ескадронів, один з яких комплектувався німцями, а інший козаками. Він повинен був охороняти тили і комунікації 1-танкової армії групи армій «Південь». Спочатку батальйон звали «Фюрст фон Урах», а 11 травня 1942 він отримав позначення Korück 518 (комендатура тилу 518). 15 серпня його реорганізували на кавалерійський полк «Фюрст фон Урах» (нім. Kavallerie-Regiment „Fürst von Urach“). Оскільки майор Ебергард фон Урах здав командування полком, то 26 серпня 1942 його перейменували на Козачий кавалерійський полк Юнгшульц від прізвища нового командира.